# 1968年メキシコシティーオリンピックの日本選手団
1968年メキシコシティーオリンピックの日本選手団（1968ねんメキシコシティーオリンピックのにほんせんしゅだん）は、1968年にメキシコ・メキシコシティで行われた1968年メキシコシティーオリンピックの日本選手団。選手名及び所属は1968年当時のもの。

## 概要
- 人員:　選手　183人、役員　32人
主将：菅原武男、旗手：遠藤幸雄
- 結団式：9月21日（岸記念体育会館）
- 解団式：10月30日（岸記念体育会館）

## メダル獲得者

### 金メダル
- 加藤武司、中山彰規、加藤沢男、塚原光男、監物永三、遠藤幸雄（体操男子団体）
- 加藤沢男（体操男子個人総合）
- 加藤沢男（体操男子種目別ゆか）
- 中山彰規（体操男子種目別つり輪）
- 中山彰規（体操男子種目別平行棒）
- 中山彰規（体操男子種目別鉄棒）
- 中田茂男（レスリングフリースタイルフライ級）
- 上武洋次郎（レスリングフリースタイルバンタム級）
- 金子正明（レスリングフリースタイルフェザー級）
- 宗村宗二（レスリンググレコローマンスタイルライト級）
- 三宅義信（ウエイトリフティングフェザー級）

### 銀メダル
- 君原健二（陸上競技男子マラソン）
- 池田尚弘・大古誠司・木村憲治・小泉勲・佐藤哲夫・嶋岡健治・白神守・猫田勝敏・三森泰明・南将之・森田淳悟・横田忠義（男子バレーボール）
- 井上節子・岩原豊子・生沼スミエ・小野沢愛子・笠原洋子・小嶋由紀代・宍倉邦枝・高山鈴江・浜恵子・福中佐知子・古川牧子・吉田節子（女子バレーボール）
- 中山彰規（体操男子種目別ゆか）
- 遠藤幸雄（体操男子種目別跳馬）
- 藤本英男（レスリンググレコローマンスタイルフェザー級）
- 大内仁（ウエイトリフティングミドル級）

### 銅メダル
- 小城得達・片山洋・鎌田光夫・釜本邦茂・桑原楽之・杉山隆一・鈴木良三・富沢清司・浜崎昌弘・松本育夫・宮本輝紀・宮本征勝・森孝慈・八重樫茂生・山口芳忠・湯口栄蔵・横山謙三・渡辺正（サッカー）
- 森岡栄治（ボクシングバンタム級）
- 中山彰規（体操男子個人総合）
- 加藤武司（体操男子種目別ゆか）
- 加藤沢男（体操男子種目別つり輪）
- 監物永三（体操男子種目別鉄棒）
- 三宅義行（ウエイトリフティングフェザー級）

## 陸上競技
監督：村上正

コーチ：帖佐寛章

コーチ：貞永信義
- 阿部直紀（東急電鉄）
  - 男子走り幅とび：予選落ち（7m58cm）
- 宇佐美彰朗（リッカー）
  - 男子マラソン：9位（2時間28分06秒2）
- 永井純（青山学院大勤務）
  - 男子800m：予選落ち
- 猿渡武嗣（八幡製鉄）
  - 男子3000m障害：予選落ち（9分26秒2）
- 君原健二（八幡製鉄）
  - 男子マラソン：銀メダル（2時間23分31秒0）
- 佐々木精一郎（九州電工）
  - 男子マラソン：途中棄権
- 斎藤和夫（日大）
  - 男子20km競歩：途中棄権（記録なし）
  - 男子50km競歩：17位（4時間47分29秒6）
- 三浦信由（東洋ベアリング）
  - 男子3000m障害：予選落選（9分24秒6）
- 山田宏臣（東急電鉄）
  - 男子走り幅とび：10位（7m93cm）
- 小倉新司（岐阜北高教）
  - 男子走り幅とび：予選落ち（7m57cm）
- 杉岡邦由（八幡製鉄）
  - 男子走り高飛び：予選落ち（2m09cm）
- 菅原武男（リッカー）
  - 男子ハンマー投げ：4位（69m78cm）
- 石田義久（東洋工業）
  - 男子ハンマー投げ：13位（65m04cm）
- 村木征人（東女体大勤務）
  - 男子三段とび：予選落ち（15m83cm）
- 沢木啓祐（順天大勤務）
  - 男子10000m：29位（31分25秒2）
  - 男子5000m：予選落ち（15分00秒8）
- 丹羽清（法大）
  - 男子棒高とび：11位（5m15cm）
- 飯島秀雄（茨城県庁）
  - 男子100m：準決勝落ち（10秒6）
- 油井潔雄（旭化成）
  - 男子400mハードル：予選落ち
- 鈴木従道（東洋ベアリング）
  - 男子10000m：21位（30分52秒0）
- 阿部直紀・飯島秀雄・小倉新司・山田宏臣
  - 男子4×100mリレー：予選落ち（40秒0）

## 水泳

### 競泳
監督：古橋廣之進

コーチ：井上隆

コーチ：加藤浩時

コーチ：小山俊治
- 伊藤勝二（日大）
  - 競泳男子1500m自由形：予選落ち（17分50秒2）
- 丸谷里志（日大）
  - 競泳男子100mバタフライ：5位（58秒6）
  - 競泳男子200mバタフライ：予選落ち（2分14秒2）
- 岩崎邦宏（ヤクルト）
  - 競泳男子100m自由形：準決勝6位（55秒8）
  - 競泳男子200m自由形：予選落ち（2分02秒1）
- 高田康雄（早大）
  - 競泳男子100mバタフライ：準決勝5位（59秒8）
  - 競泳男子200mバタフライ：予選落ち（2分13秒3）
- 早稲田昇（尾道高）
  - 競泳男子200m自由形：予選落ち（2分03秒4）
- 大沢正行（ブリヂストン）
  - 競泳男子100m自由形：予選落ち（56秒5）
- 中野悟（早大）
  - 競泳男子200m自由形：予選落ち（2分05秒5）
- 鶴峰治（日大）
  - 競泳男子100m平泳ぎ：準決勝5位（1分10秒3）
  - 競泳男子200m平泳ぎ：8位（2分34秒9）
- 田口信教（尾道高）
  - 競泳男子100m平泳ぎ：準決勝で泳法違反（1分09秒8）
  - 競泳男子200m平泳ぎ：予選落ち（2分35秒5）
- 田中毅司雄（早大）
  - 競泳男子100m背泳ぎ：予選落ち（1分04秒0）
- 岩崎邦宏・大沢正行・木谷晃彦（日本鋼管）・中野悟
  - 競泳男子4×100m自由形リレー：8位（3分41秒5）
- 岩崎邦宏・田口信教・田中毅司雄・丸谷里志（日大）
  - 競泳男子4×100mメドレーリレー：5位（4分01秒8）
- 岩崎邦宏・木谷晃彦・中野悟・早稲田昇
  - 競泳男子4×200m自由形リレー：予選落ち（8分14秒1）

- 合志幸子（浪花女高）
  - 競泳女子100m背泳ぎ：準決勝4位（1分10秒2）
- 柴田智恵野（大阪市立巽中）
  - 競泳女子200m平泳ぎ：7位（2分51秒5）
- 小林美和子（淑徳高）
  - 競泳女子100m自由形：予選落ち（1分04秒2）
- 西側よしみ（大阪市立巽中）
  - 競泳女子200m個人メドレー：5位（2分33秒7）
  - 競泳女子200m平泳ぎ：予選落ち（2分55秒3）
- 川西繁子（日女体大）
  - 競泳女子100m自由形：準決勝5位（1分03秒0）
- 竹本ゆかり（大阪市立巽中）
  - 競泳女子100m平泳ぎ：予選落ち（1分20秒7）
- 中川清江（浪花女高）
  - 競泳女子100m平泳ぎ：6位（1分17秒0）
- 藤井康子（浪花女高）
  - 競泳女子100mバタフライ：準決勝8位（1分09秒04）
  - 競泳女子200mバタフライ：8位（2分34秒3）
- 合志幸子・小林美和子・中川清江・藤井康子
  - 競泳女子4×100mメドレーリレー：予選落ち（4分41秒4）
- 川西繁子・小林美和子・西側よしみ・藤井康子、予選のみ小野裕美子（大阪市立巽中）
  - 競泳女子4×100m自由形リレー：6位（4分13秒6）

### 飛込
- 大坪敏郎（太平洋工業）
  - 飛込男子高飛込：24位（83.18）
- 湯浅純二（日体大）
  - 飛込男子高飛込：23位（84.10）
  - 飛込男子飛板飛込：18位（86.80）
- 有光洋右（川口市役所）
  - 飛込男子高飛込：26位（81.70）
- 大崎恵子（ヤクルト）
  - 飛込女子飛板飛込：棄権

### 水球
- 石井哲之介（中央宣興）・桑原秀治（自営）・桑山博克（全日空）・坂本征也（三報社印刷）・佐藤晴雄（アポロン音楽工業）・竹内和也（八幡製鉄）・中野皓司（日大）・矢島秀三（日大）・米原邦夫（旭化成）
  - 男子：12位

## 体操
監督：佐々野利彦

チームリーダー：塚脇伸作

チームリーダー：荒川御幸
- 遠藤幸雄（日大勤務）
  - 男子個人総合：8位（114.55）
  - 男子跳馬：銀メダル（18.950）
  - 男子鉄棒：6位（19.025）
- 加藤武司（ソニー）
  - 男子つり輪：5位（19.050）
  - 男子個人総合：5位（114.85）
  - 男子床運動：銅メダル（19.275）
  - 男子跳馬：4位（18.775）
  - 男子平行棒：4位（19.200）
- 加藤澤男（東教大）
  - 男子つり輪：銅メダル（19.225）
  - 男子個人総合：金メダル（115.90）
  - 男子床運動：金メダル（19.475）
  - 男子鉄棒：棄権
- 監物永三（日体大）
  - 男子あん馬：5位（19.050）
  - 男子個人総合：4位（114.90）
  - 男子床運動：6位（18.925）
  - 男子跳馬：6位（18.650）
  - 男子鉄棒：銅メダル（19.375）
  - 男子平行棒：5位（19.175）
- 中山彰規（中京大勤務）
  - 男子つり輪：金メダル（19.450）
  - 男子個人総合：銅メダル（115.65）
  - 男子床運動：銀メダル（19.400）
  - 男子跳馬：5位（18.725）
  - 男子鉄棒：金メダル（19.500）
  - 男子平行棒：金メダル（19.475）
- 塚原光男（日体大）
  - 男子つり輪：4位（19.125）
  - 男子個人総合：18位（111.50）
  - 男子床運動：4位（19.050）
- 遠藤幸雄・加藤澤男・加藤武司・監物永三・塚原光男・中山彰規
  - 男子団体総合：金メダル（575.90）
- 早田卓次（日大勤務）：出場せず
- 羽生和永（武生高）
  - 女子個人総合：13位（75.30）
- 松久ミユキ（日体大勤務）
  - 女子個人総合：17位（74.90）
- 橋口佳代子（日体大勤務）
  - 女子個人総合：33位（73.15）
- 香取光子（中京大勤務）
  - 女子個人総合：22位（74.65）
- 三栗多仁子（東海大勤務）
  - 女子個人総合：18位（74.85）
- 小田千恵子（日体大）
  - 女子個人総合：19位（74.80）
- 小田千恵子・香取光子・橋口佳代子・羽生和永・松久ミユキ・三栗多仁子
  - 女子団体：4位（375.45）
- 渋谷多喜（日大勤務）：出場せず

## 自転車
監督：杉原鏘一郎
- 井上三次（法大）
  - 男子1000mタイム・トライアル：19位（1分07秒54）
  - 男子スクラッチ・レース：第2次予選敗者復活戦敗退

## ウエイトリフティング
監督：井口幸男

コーチ：林克也
- 一ノ関史郎（秋田県八橋青年の家）
  - バンタム級：5位（350.0）
- 三宅義行（ミナト興業）
  - フェザー級：銅メダル（385.0）
- 三宅義信（自衛隊）
  - フェザー級：金メダル（392.5）
- 三輪定広（名古屋鉄道）
  - ミドル級：10位（425.0）
- 大内仁（警視庁）
  - ミドル級：銀メダル（455.5）
- 八田信之（自営）
  - ライト級：4位（417.5）
- 木村岳夫（安田生命）
  - ライト級：7位（405.0）

## ボクシング
監督：田中宗夫

コーチ：永松英吉
- 岡本正（日大）
  - フェザー級：1回戦敗退
- 森岡栄治（近大）
  - バンタム級：銅メダル
- 中村哲明（明大）
  - フライ級：準々決勝敗退
- 渡部惇二（近大）
  - ライトフライ級：1回戦敗退

## レスリング
監督：戸張樹一

コーチ：今泉雄策

コーチ：市口政光
- 磯貝頼秀（習志野高）
  - グレコローマン・ヘビー級：2回戦敗退
  - フリースタイル・ヘビー級：2回戦敗退
- 遠藤茂（自由業）
  - フリースタイル・ミドル級：4回戦敗退
- 開健次郎（自衛隊）
  - グレコローマン・ミドル級：2回戦敗退
- 金子正明（自衛隊）
  - フリースタイル・フェザー級：金メダル
- 佐々木竜雄（自衛隊）
  - フリースタイル・ウエルター級：4位
- 桜間幸次（自衛隊）
  - グレコローマン・バンタム級：5位
- 宗村宗二（自由業）
  - グレコローマン・ライト級：金メダル
- 上武洋次郎（自由業）
  - フリースタイル・バンタム級：金メダル
- 石黒修一（日清工業）
  - グレコローマン・フライ級：2回戦棄権
- 川野俊一（自衛隊）
  - フリースタイル・ライトヘビー級：3回戦敗退
- 中田茂男（自衛隊）
  - フリースタイル・フライ級：金メダル
- 長尾猛司（自衛隊）
  - グレコローマン・ライトヘビー級：3回戦敗退
- 田代俊郎（中大勤務）
  - グレコローマン・ウエルター級：2回戦敗退
- 藤本英男（日体大勤務）
  - グレコローマン・フェザー級：銀メダル
- 堀内岩雄（日大勤務）
  - フリースタイル・ライト級：7位

## サッカー
監督：長沼健
- 小城得達（東洋工業）・片山洋（三菱重工）・鎌田光夫（古河電工）・釜本邦茂（ヤンマー）・桑原楽之（東洋工業）・杉山隆一（三菱重工）・鈴木良三（日立建機）・富沢清司（八幡製鉄）・浜崎昌弘（八幡製鉄）・松本育夫（東洋工業）・宮本輝紀（八幡製鉄）・宮本征勝（古河電工）・森孝慈（三菱重工）・八重樫茂生（古河電工）・山口芳忠（日立本社）・湯口栄蔵（ヤンマー）・横山謙三（三菱重工）・渡辺正（八幡製鉄）
  - 男子：銅メダル

## バレーボール

### 男子
監督：松平康隆
- 池田尚弘（八幡製鉄）・大古誠司（日本鋼管）・木村憲治（松下電器）・小泉勲（日本鋼管）・佐藤哲夫（富士フイルム）・嶋岡健治（中大）・白神守（日本鋼管）・猫田勝敏（専売公社）・三森泰明（中大）・南将之（旭化成）・森田淳悟（日体大）・横田忠義（中大）
  - 男子：銀メダル

### 女子
監督：山田重雄
- 井上節子（日立武蔵）・岩原豊子（ヤシカ）・生沼スミエ（日立武蔵）・小野沢愛子（ヤシカ）・笠原洋子（鐘紡鈴鹿）・小嶋由紀代（日立武蔵）・宍倉邦枝（日立武蔵）・高山鈴江（日立武蔵）・浜恵子（ヤシカ）・福中佐知子（日立武蔵）・古川牧子（ニチボー貝塚）・吉田節子（鐘紡鈴鹿）
  - 女子：銀メダル

## ホッケー
監督：市川日出男
- 井出信夫（井出陶器店）・大塚智万（早大）・恩田昌史（天理大勤務）・加奥成雄（栄光社）・上村幸夫（明大）・河村一夫（天理大）・工藤明朗（明大）・高島昭男（高島モーター商会）・田中博司（同建工業）・長屋恭一（天理大）・松本紀彦（富士運輸）・安田善次郎（明大）・勇崎勝弘（自営）・勇崎恒也（自営）・西村省三（自営）・吉村実（日本オリベッティ）・和田明仁（早大）
  - 男子：13位

## フェンシング
監督：船水光行
- 真野一夫（東京スポーツ商会）
  - 男子フルーレ個人：予選敗退
- 清水富士夫（東京スポーツ商会）
  - 男子フルーレ個人：予選敗退
- 大川平三郎（東京スポーツ商会）
  - 男子フルーレ個人：予選敗退
- 大川平三郎・清水富士夫・福田正哉（中大）・若杉和彦（愛知工大）
  - 男子フルーレ団体：7位

## カヌー
監督：白取義輝
- 山口徹正（大正大）
  - レーシング男子カナディアン・シングル1000mC1：敗者復活戦敗退（4分54秒61）
- 山口徹正・吉野伸篤（水俣市役所）
  - レーシング男子カナディアン・ペア1000mC2：敗者復活戦敗退（4分30秒9）

## ボート
監督：四方久男
- 伊藤次男（同大）
  - シングルスカル：敗者復活戦敗退（7分58秒08）
- 新井喜範（同大）・加藤忠正（同大）・清水正俊（同大）・田中重次郎（同大）・中田二三男（同大）・福益敏（同大）・宮川滋（同大）・村井富雄（同大）・山本克美（同大、かじ）
  - エイト：12位（6分52秒02）

## 近代五種
- 田代勝明（自衛隊）
  - 個人：28位（4319）
- 福井敏男（自衛隊）
  - 個人：36位（4197）
- 槇平勇荘（大阪府警）
  - 個人：15位（4529）
- 田代勝明・福井敏男・槇平勇荘
  - 団体：8位（13083）

## 射撃
監督：保坂調司
- 蒲池猛夫（自衛隊）
  - ライフル射撃男子ラピッド・ファイア・ピストル：12位（586）
- 関根弘（川口屋林鉄砲火薬店）
  - ライフル射撃男子スモール・ボア・ライフル伏射：60位（585）
- 吉川貴久（福岡県警）
  - ライフル射撃男子フリー・ピストル：16位（548）
- 斎藤繁美（自衛隊）
  - ライフル射撃男子スモール・ボア・ライフル伏射：84位（576）
- 楠成人（自衛隊）
  - ライフル射撃男子フリー・ピストル：50位（528）
- 白石洵（京都府警）
  - ライフル射撃男子ラピッド・ファイア・ピストル：23位（582）

## 馬術
監督：荒木雄豪（選手兼任）
- 荒木雄豪（京都産業大助教授）・杉谷昌保（自由業、馬名：リンゴ）・福島正（日本中央競馬会、馬名：クィーン）
  - 障害飛越団体：14位
- 荒木雄豪（馬名：ファーイースト）
  - 障害飛越個人：失権
- 杉谷昌保（馬名：リンゴ）
  - 障害飛越個人：：26位
- 千葉幹夫（日本中央競馬会、馬名：ジョセフィン）
  - 総合馬術個人：失権
- 福島正（馬名：クィーン）
  - 障害飛越個人：26位

## 本部
- 団長：大庭哲夫
- 副団長：青木半治
- 総監督：前田豊
- 総務主事：柴田勝治
- 総務：松島茂善
- 庶務：茶谷蔵吉
- 会計：谷村和雄